# 日本の企業一覧 (不動産)
日本の企業一覧(不動産)（にほんのきぎょういちらん ふどうさん）は、不動産業を主たる業務とする日本の企業の一覧（現存しないものを含む）。

## ア行

### ア
- アースウィンド
- アイルクリエイト
- 青山財産ネットワークス（東証スタンダード・8929）
- 青山メインランド
- アグレ都市デザイン（東証スタンダード・3467）
- アーサーヒューマンネット
- アサヒグローバル
- 旭化成不動産レジデンス
- 朝日ビルディング
- 朝日土地建物
- 朝日不動産
- 麻布Style
- ASIAN STAR（東証スタンダード・8946）
- アジャクス
- アズーム（東証プライム・3496）
- アズ企画設計（東証スタンダード・3490）
- アゼル（東証1・1872）
- アップタウン
- アップタウン伊豆
- アップルパーク
- アートハウジング
- アトリウム（東証1・8993）
- 穴吹興産（東証スタンダード・8928）
- アーバネットコーポレーション（東証スタンダード・3242）
- アパホーム
- アパグループ
- APAMAN（旧：アパマンショップホールディングス）（東証スタンダード・8889）
  - アパマンショップネットワーク
- アーバンコーポレイション（東証1・8868）
- アーバンライフ（東証2・8851）
- AVANTIA（東証スタンダード・8904）
- アプティホーム
- アミックス
- アーム・レポ
- 荒井商店
- アールエイジ（東証スタンダード・3248）
- アルデプロ（東証スタンダード・8925）
- アールプランナー（東証グロース・2983）
- アローラ
- アローラル三共住販
- And Doホールディングス（旧：ハウスドゥ）（東証プライム・3457）
- アンビションDXホールディングス（旧：AMBITION）（東証グロース・3300）

### イ
- 飯田グループホールディングス（東証プライム・3291）
  - 一建設（JASDAQ・3268）
    - 住宅情報館

  - 飯田産業（東証1・8880）
  - 東栄住宅（東証1・8875）
  - タクトホーム（東証1・8915）
  - アーネストワン（東証1・8895）
  - アイディホーム（JASDAQ・3274）
- 家いちば
- イオンモール（旧：イオン興産）（東証プライム・8905）
- イーグランド（東証スタンダード・3294）
- イチイコーポレーション
- 伊藤忠商事
  - 伊藤忠都市開発
  - 伊藤忠ハウジング
- イワクラホーム
  - イワクラゴールデンホーム
- インテリックス（東証スタンダード・8940）
- イントランス（東証グロース・3237）
- インベストメントパートナーズ

### ウ
- 臼井不動産
- ウィル（東証スタンダード・3241）（旧：ウィル不動産販売）
- ウッドフレンズ（東証スタンダード・8886）

### エ
- AHC株式会社
- AMGホールディングス（東証スタンダード・8891）
  - エムジーホーム
- 栄泉不動産
- エイブル&パートナーズ（旧：エイブルCHINTAIホールディングス）（JASDAQ・3272）
  - エイブルホールディングス
    - エイブル（JASDAQ・8872）
- エイワハウジング
- エコナックホールディングス（東証スタンダード・3521）
- SREホールディングス（旧：ソニー不動産）（東証プライム・2980）
- エスコン（旧：日本エスコン）（東証プライム・8892）
- エステート白馬
- エステム住宅販売
- エスグラントコーポレーション（名証セントレックス・8943）
- エストラスト（東証スタンダード・3280）
- エスフィット
- エスポア（名証ネクスト・3260）
- エスリード（旧：日本エスリード）（東証プライム・8877）
- ADワークスグループ（東証プライム・2982）
  - エー・ディー・ワークス（東証1・3250）
- NSコーポレーション（旧：資生堂開発）
- Nコーポレーション
- エヌ・ティ・ティ都市開発（東証1・8933）
- FMdesign's
- FJネクストホールディングス（旧：エフ・ジェー・ネクスト）（東証プライム・8935）
- エポックハウス
- MID都市開発
- エムティジェネックス（東証スタンダード・9820）
- EMCOMホールディングス（JASDAQ・7954）
- エリアクエスト（東証スタンダード・8912）
- エリアリンク（東証スタンダード・8914）
- エリッツホールディングス（東証スタンダード・5533）
- LAホールディングス（東証グロース・2986）
  - ラ・アトレ（JASDAQ・8885）
- エルクリエイト（JASDAQ・3247）

### オ
- 王子不動産
- オークラヤ住宅
- 大阪港振興（JASDAQ・8810）
- 逢阪建物管理
- 大林新星和不動産
- オープンハウスグループ（東証プライム・3288）
  - プレサンスコーポレーション（東証スタンダード・3254）
  - メルディア（東証プライム・3228）（旧：三栄建築設計）
- 小倉ホーム
- 小田急不動産（東証1・8832）
- オプナムクリエーション
- オリックス
  - オリックス不動産
  - 大京（東証1・8840）
    - 大京穴吹不動産（旧：大京リアルド）
    - 穴吹工務店
- 尾張屋

## カ行

### カ - キ
- ガイアフィールド（GSエマージング・8916）
- 霞ヶ関キャピタル（東証プライム・3498）
- 価値開発→ポラリス・ホールディングス
- カチタス（東証プライム・8919）
- カナヤマコーポレーション（GSエマージング・8926）
- 川崎定徳
- 川商ハウス
- 関電不動産開発
- 関西住宅販売
- きずな
- 九鉄ジェイライフ
- キンキハウジング
- 銀泉
- 近鉄不動産

### ク
- ククレブ・アドバイザーズ（東証グロース・276A）
- グッドコムアセット（東証プライム・3475）
- グッドプランニング
- グッドマンジャパン
- グッドライフカンパニー（東証スタンダード・2970）
- 空港施設（東証プライム・8864）
- クボタメゾン
- クミカ（東証スタンダード・8887）
- グランディア
- グランディーズ（東証グロース・3261）
- グランディハウス（東証プライム・8999）
- クリアル（東証グロース・2998）
- クリード（東証1・8888）
- クリーンリバー
- クレアスライフ（東証2・8896）
- グレースホーム
- クレ・コーポレーション
- グローバル・リンク・マネジメント（東証プライム・3486）
- グローベルス → プロスペクト → ミライノベート → Jトラスト
- グローム・ホールディングス（旧：LCホールディングス）（東証グロース・8938）

### ケ - コ
- ケイアイスター不動産（東証プライム・3465）
- 京王不動産
- 京急建設
- 京急不動産
- 京成不動産
- 京阪神興業
- 京阪神ビルディング（旧：京阪神不動産）（東証プライム・8818）
- 京阪神リアルエステート
- 京阪電鉄不動産
- ゲオエステート  →  エスポア
- ケネディクス（東証1・4321）
- ケン・コーポレーション
- ケーコーポレーション
- 香陵住販（東証スタンダード・3495）
- 康和地所
- 興和不動産  →  新日鉄興和不動産 →   日鉄興和不動産
- 神戸土地建物
- 国分建設
- コスモスイニシア（東証スタンダード・8844）
- コスモ不動産
- 小寺商店
- コーケン
- コーセーアールイー（東証スタンダード・3246）
- コールドウエルバンカー
- コマーシャル・アールイー（JASDAQ・8866）
- ゴールドクレスト（東証スタンダード・8871）
- ゴールドファステート
- コロンビア・ワークス（東証スタンダード・146A）
- 近藤産業

## サ行

### サ
- さくしん住宅
- サクセスファクトリー
- 作州商事
- THEグローバル社（東証スタンダード・3271）
  - グローバル住販（JASDAQ・3259）
- サムティホールディングス（東証プライム・187A）
  - サムティ（東証プライム・3244）
- サンウッド（東証スタンダード・8903）
- 燦キャピタルマネージメント（東証スタンダード・2134）
- 三共ホーム
- 三幸エステート
- サンケイビル（東証1・8809）
- サンシティ（東証1・8910）
- サンセイランディック（東証スタンダード・3277）
- サン中央ホーム
- 三都興業
- サンネクスタグループ（東証スタンダード・8945）
  - 日本社宅サービス
- サンフロンティア不動産（東証プライム・8934）
- サンヨーハウジング名古屋→AVANTIA
- 三和住宅

### シ
- ジアース → 日本アセットマーケティング
- シーアールイー（東証プライム・3458）
- GA technologies（東証グロース・3491）
- JR西日本不動産開発
- ジェイアール東日本住宅開発
- ジェイアール東日本都市開発
- ジェイ・エス・ビー（東証プライム・3480）
- JX不動産（旧：JX日鉱日石不動産）
- JFE都市開発 → JFEスチール
- ジェイレックス・コーポレーション
- ジェネラスコーポレーション
- シーズクリエイト（東証1・8921）
- シービーアールイー（旧 生駒商事）
- 資生堂開発 → NSコーポレーション
- 品川倉庫建物（JASDAQ・9314）
- 地主（旧：日本商業開発）（東証プライム・3252）
- シノケングループ（東証スタンダード・8909）
- G-FACTORY（東証グロース・3474）
- 清水総合開発
- JALCOホールディングス（東証スタンダード・6625）
- ジャレコ・ホールディング → EMCOMホールディングス
- JAMP-Japan Asset Management Partners
- JPMC（東証プライム・3276）
- ジョイント・コーポレーション（東証1・8874）
- ジョイント・レジデンシャル不動産
- 常口アトム
- 上毛 → 価値開発
- 常和ホールディングス → ユニゾホールディングス
- 昭和建設
- 昭和地所
- 新栄住宅
- 新昭和
- 新立川航空機（東証2・5996）
- 新東昭不動産
- 新日石不動産 → JX日鉱日石不動産 → JX不動産
- 新日鉄興和不動産 → 日鉄興和不動産
- 新日鉄都市開発 → 日鉄興和不動産
- 新日本ハウス (埼玉県の企業)
- 新日本ハウス (奈良県の企業)
- シンプレクス・インベストメント・アドバイザーズ（東証マザーズ・8942）

### ス - ソ
- スカイコート
- スターツコーポレーション（東証プライム・8850）
- スター・マイカ・ホールディングス（東証プライム・2975）
  - スター・マイカ（東証1・3230）
- ストレイトライド
- ストレージ王（東証グロース・2997）
- 住まいネット
- 住金興産 → 日鉄住金興産 → 日鉄興産
- すみしん不動産 → 三井住友トラスト不動産
- 住友不動産（東証プライム・8830）
  - 住友不動産販売（東証1・8870）
- 住友林業ホームサービス
- セイクレスト（JASDAQ・8900）
- 盛徳住販
- 西都建物
- 西武プロパティーズ
- 清和綜合建物
- 誠和リート
- 世界貿易センタービルディング
- 積水ハウス不動産東京
- セキハウス
- ゼクス（東証1・8913）
- セコムホームライフ
- ゼファー（東証1・8882）
- セボン
- センチュリー21・ジャパン（東証スタンダード・8898）
- セントラル総合開発（東証スタンダード・3238）
- 全日空ビルディング
- 創建ホームズ（東証1・8911）
- 総合地所
- 相互住宅
- 双日新都市開発（旧：双日リアルネット）
- 綜通
- 相鉄アーバンクリエイツ（JASDAQ・8867）
- 相鉄不動産
- 相鉄不動産販売
- 総和地所（JASDAQ・3239）
- ソロンコーポレーション

## タ行

### タ
- ダイア建設（東証2・8858）
- 第一不動産
- 第一ビルディング
- 大栄不動産
- 大英産業
- 大央
- 大成有楽不動産（旧：有楽土地）（東証1・8838）
- 大成有楽不動産販売（旧：有楽土地住宅販売）
- 大東建託（東証プライム・1878）
  - アスコット（東証スタンダード・3264）
  - ハウスコム（東証スタンダード・3275）
- ダイナシティ（JASDAQ・8901）
- ダイビル（東証スタンダード・8806）
- ダイヤモンドシティ（東証1・8853） → イオンモール
- 太陽ハウス
- 大洋不動産
- 大和地所レジデンス（旧：日本綜合地所）
- 大和システム（東証2・8939）
- 大和ハウスパーキング（旧：ダイヨシトラスト（福証Q-Board・3243））
- 大和不動産
- 大和リビング
- ダヴィンチ・ホールディングス → DAホールディングス
- タウンハウジング
- タクトプレイス
- タスキホールディングス（東証グロース・166A）
  - タスキ（東証グロース・2987）
  - 新日本建物（東証スタンダード・8893）
- 立飛企業（東証2・8821）
- TATERU → Robot Home（日本の企業一覧 (建設)）
- T・ZONEホールディングス → MAGねっとホールディングス

### チ - テ
- 千歳興産
- 中央コーポレーション（東証2・3207）
- 中央住宅
- 中央不動産
- 中央三井信不動産 → 三井住友トラスト不動産
- 駐車場綜合研究所（東証マザーズ・3251） → 三菱地所パークス
- 中電不動産
- 長栄（東証スタンダード・2993）
- 賃貸館
- ツクルバ（東証グロース・2978）
- ツノダ（名証2・7308）
- ディア・ライフ（東証プライム・3245）
- DAホールディングス（JASDAQ・4314）
- ティーケーピー（東証グロース・3479）
- TC神鋼不動産
- ディックスクロキ（JASDAQ・8884）
- テーオーシー（東証スタンダード・8841）
- デュアルタップ（東証スタンダード・3469）
- テンポイノベーション（東証プライム・3484）

### ト
- 東急不動産ホールディングス（東証プライム・3289）
  - 東急不動産
    - 東急ホームズ

  - 東急リバブル
  - 東急コミュニティー
- 東急プロパティマネジメント
- 東京オフィスコンサルティング
- 東京建物（東証プライム・8804）
  - 東京建物不動産販売
  - 日本パーキング
- 東京ビルディング
- 東京楽天地
- 東建不動産
- 東西土地建物
- 東祥（東証スタンダード・8920）
- 東証土地建物
- 東新住販
- トーセイ（東証プライム・8923）
- 東電不動産
- 東武住販（東証スタンダード・3297）
- 東武ランドシステム
- 東宝不動産
- 東洋不動産
- 東洋ホーム
- 藤和地建
- 藤和ハウス
- 藤和不動産 → 三菱地所レジデンス
- 藤和不動産流通サービス → 三菱地所ハウスネット
- トマト不動産
- とみや不動産
- トヨタ不動産（旧：東和不動産）
- トライシスコーポレーション
- トラストホールディングス（東証スタンダード・3286）
  - トラストパーク
- トラスハウジング
- 鳥飼ハウジング

## ナ行
- ナイス （東証スタンダード・8089）【卸売業】
- なかやま不動産
- 西神戸住宅
- 西鉄不動産
- 日住サービス（東証スタンダード・8854）
- 日動サクセス
- ニチモ（東証2・8839）
- 日鉱不動産 → JX日鉱日石不動産 → JX不動産
- ニッショー (愛知県)
- 日商エステム
- 日新建物
- 日神グループホールディングス（旧：日神不動産）（東証プライム・8881）
- 日信興業
- 日通不動産
- 日鉄興産
- 日鉄住金興産 → 日鉄興産
- 日本アセットマーケティング（東証マザーズ・8922）
- 日本ウェルスマネジメント
- 日本エイペックス
- 日本管理センター → JPMC
- 日本空港ビルデング（東証プライム・9706）
- 日本コミュニティ
- 日本資産総研ワークス
- 日本ゼビオ
- 日本綜合地所（東証1・8878） → 大和地所レジデンス
- 日本中央地所 → EMCOMリアルティ
- 日本駐車場開発（東証プライム・2353）
- 日本土地建物
- 日本郵政不動産
- 日本レップ（東証マザーズ・8992） → グッドマンジャパン
- ネクスト (不動産企業)→LIFULL
- のうか不動産
- ノエル（東証2・8947）
- 野村不動産ホールディングス（東証プライム・3231）
  - 野村不動産
  - 野村不動産アーバンネット

## ハ行

### ハ - ヒ
- ハウジング大興
- ハウジングタイホー
- ハウスウェル
- ハウスドゥ → And Doホールディングス
- ハウスフリーダム（東証スタンダード・8996）
- ハウスメイト
- パーク24（東証プライム・4666）
- パシフィックホールディングス（東証1・8902）（旧：パシフィックマネジメント）
- 長谷工アーベスト
- パラカ（東証プライム・4809）
- パルマ（東証スタンダード・3461）
- 阪急阪神不動産（旧：阪急不動産）
- パンテオン地所
- 東日本住宅
- ビーハウス（日本橋兜町）
- ビーロット（東証スタンダード・3452）
- ビジネス・ワンホールディングス（福証Q-Board・4827）
- 日立リアルエステートパートナーズ（旧：日立アーバンインベストメント）
- ピタットハウスネットワーク
- ヒューザー
- ヒューネット → RISE
- Human21（JASDAQ・8937）
- ヒューマンランド
- ヒューリック（東証プライム・3003）
  - レーサム（東証スタンダード・8890）

### フ - ホ
- ファースト住建（東証スタンダード・8917）
- ファーストブラザーズ（東証スタンダード・3454）
- ファミリー
- ファンドクリエーショングループ（東証スタンダード・3266）
  - ファンドクリエーション（JASDAQ・3233）
- フェイスネットワーク（東証スタンダード・3489）
- フォーライフ（東証グロース・3477）
- 福岡地所
- 福住
- フジ住宅（東証プライム・8860）
- フージャースホールディングス（東証プライム・3284）
  - フージャースコーポレーション（東証1・8907）
- フットワーク
- 不動産中央情報センター
- 船井財産コンサルタンツ → 青山財産ネットワークス
- 船井財産コンサルタンツ京葉 → 日本資産総研ワークス
- ブラザー不動産
- プリズミック
- プロス住宅
- プロスペクト → ミライノベート → Jトラスト
- プロパスト（東証スタンダード・3236）
- property technologies（東証グロース・5527）
- プロロジス
- ブロードエステート
- 文化エステート
- 平成ビルディング
- 平和不動産（東証プライム・8803）
- ベステックス
- ベストランド
- ベツダイ
- 別大興産
- beberise
- ベネックエステート
- ヘンダーソン・ランド・ディベロプメント・カンパニー・リミテッド
- ホウライ
- ホームポジション（東証スタンダード・2999）
- ポラリス・ホールディングス（東証スタンダード・3010）
- ホリウチコーポレーション
- ボルテックス

## マ行
- マイコロジーテクノ（GSオーディナリー・3145）
- 毎日コムネット（東証スタンダード・8908）
- 毎日ビルディング
- 前田興産
- 誠建設工業（東証スタンダード・8995）
- 誠ホームサービス
- マツヤハウジング
- マリオン（東証スタンダード・3494）
- マリモ
- マルイト
- 丸田産業
- 丸の内よろず
- 丸美（GSエマージング・8932）
- 丸紅不動産販売
- 丸紅リアルエステートマネジメント（旧：丸紅不動産）
- 三重交通グループホールディングス（東証プライム・3232）
  - 三交不動産
- ミガロホールディングス（東証プライム・5535）
  - プロパティエージェント（東証プライム・3464）
- 三鬼商事
- みずほ不動産販売（旧：みずほ信不動産販売）
- 三井住友トラスト不動産
- 三井不動産（東証プライム・8801）
  - 三井不動産リアルティ（旧：三井不動産販売）
  - 三井不動産レジデンシャル
- 三菱地所（東証プライム・8802）
  - 三菱地所リアルエステートサービス（旧：三菱地所住宅販売）
  - 三菱地所パークス（旧：駐車場綜合研究所）
  - 三菱地所レジデンス（旧：藤和不動産）
  - 三菱地所ハウスネット（旧：藤和不動産流通サービス）
- 三菱UFJ不動産販売
- ミニミニ
- 峰岸不動産
- 宮越ホールディングス（東証プライム・6620）
- 三好不動産
- MIRARTH ホールディングス（東証プライム・8897）
  - タカラレーベン
- ミライノベート（東証スタンダード・3528） → Jトラスト
- ムゲンエステート（東証スタンダード・3299）
- 室町殖産
- メイクス
- 名鉄都市開発
- 明豊エンタープライズ（東証スタンダード・8927）
- 明和地所（東証スタンダード・8869）
- メッツ（東証マザーズ・4744） → きずな
- モリス・ジャパン
- 森トラスト・ホールディングス（旧：森トラストグループ本社）
  - 森トラスト
- 森ビル
- モリモト（東証2・8899）

## ヤ行
- 安田不動産
- やすらぎ（名証セントレックス・8919） → カチタス
- ヤマイチ・ユニハイムエステート（東証スタンダード・2984）
- 山喜
- 山田建設
- ヤマト住建
- ユニゾホールディングス（東証1・3258）
- ユニホー
- ユニマットリアルティー
- 陽栄
- 陽光都市開発 → ASIAN STAR
- 横浜地下街 → 相鉄アーバンクリエイツ
- ヨシコン（東証スタンダード・5280）

## ラ行
- ライフクリエーション
- ライフステージ（ヘラクレス・8991）
- ライフ・モア
- ライフ住宅販売
- ライフリビング
- ランディックス（東証グロース・2981）
- ランド（東証スタンダード・8918）
- ランドエステート
- ランドコム（東証2・8948）
- ランドネット（東証スタンダード・2991）
- ランドビジネス（東証スタンダード・8944）
- リアルエステートジャパン
- リアルゲイト（東証グロース・5532）
- リーガル不動産 → LeTech
- リヴ
- リヴトラスト
- リスト
- リサ・パートナーズ（東証1・8924）
- RISE（東証スタンダード・8836）
- LeTech（東証グロース・3497）
- リバー産業
- リビングギャラリー（GSエマージング・8930）
- リビングコーポレーション → SBIライフリビング
- リビングライフ
- リビングワールド（GSオーディナリー・3262）
- リプラス（東証マザーズ・8936）
- リブラン
- リブシティ
- 両備ホールディングス両備不動産カンパニー
- 良和ハウス
- 菱和ライフクリエイト → クレアスライフ
- リログループ（東証プライム・8876）（旧 リロ・ホールディング）
- レイコフ（ヘラクレス・8941）
- レオパレス21（東証プライム・8848）
- レオン都市開発
- レキオス（GSオーディナリー・8994）
- レジデンス・ビルディングマネジメント
- レフォルマ
- REVOLUTION（東証スタンダード・8894）
- ロイヤルエンタープライズ
- ロードスターキャピタル（東証プライム・3482）
- ロジコム → LCホールディングス

## ワ行
- 若菜エステート
- 和田興産（東証スタンダード・8931）
- ワンズ (不動産サービス)（GSオーディナリー・2141）